# 觀察家報
《觀察家報》是英國的一份中间偏左报纸。於每周周日發行。
觀察家報實際上是周一到周六發行的衛報的周日版。政治立場偏向自由主義和社會民主主義。觀察家報創刊於1791年12月4日，是世界第一份在禮拜日發行的報紙。
在1911年，威廉·华道夫·阿斯特（William Waldorf Astor）收購了觀察家報，之後該報在政治立場上較為傾向保守黨。1942年，該報公開宣言了無黨派傾向的編輯方針，這在當時是較為少有的。1977年，因為經營狀況欠佳，觀察家報被賣給了大西洋里奇菲尔德公司（Atlantic Richfield Company，现在的ARCO）。之後又被Lonrho plc收購。1993年起，觀察家報成為衛報媒體集團旗下的一份報紙。

## 外部連結
- More from this week's Observer （页面存档备份，存于）